# آيرو سبيسلاينز بريجنانت جابي
الطائرة آيرو سبيسلاينز بريجنانت جابي (بالإنجليزية: Aero Spacelines Pregnant Guppy)‏ طائرة شحن كبيرة، ذي بدن عريض مخصصة لنقل الحمولات فائقة الضخامة. صنعت في الولايات المتحدة الأمريكية من قبل شركة آيرو سبيسلاينز خصيصًا لوكالة الفضاء الأمريكية ناسا حيث انها عملت في نقل مكونات برنامج أبولو.
تصميم الطائرة كان هو نواة تصميمات مشابهة كتصميم طائرة المحرك النفاث إيرباص بولقا، والطائرة بوينغ 747-400 المصممة لنقل قطع تصنيع الطائرة بوينغ 787. وقد تم تطوير تصميمها لإنتاج زميلتها آيرو سبيسلاينز سوبر جابى.

## المستخدمون
- آيرو سبيسلاينز
- ناسا

## المواصفات
الخصائص العامة
- الطول:  ()
- باع الجناح:  ()
- الارتفاع:  ()

الأداء

## انظر ايضًا
- آيرو سبيسلاينز سوبر جابى